# Phosichthyidae
Phosichthyidae é uma família de peixes da ordem Stomiiformes.

## Classificação
Família Phosichthyidae
- Gênero Ichthyococcus
  - Ichthyococcus australis Mukhacheva, 1980
  - Ichthyococcus elongatus Imai, 1941
  - Ichthyococcus intermedius Mukhacheva, 1980
  - Ichthyococcus irregularis Rechnitzer & Böhlke, 1958
  - Ichthyococcus ovatus (Cocco, 1838)
  - Ichthyococcus parini Mukhacheva, 1980
  - Ichthyococcus polli Blache, 1963
- Gênero Phosichthys
  - Phosichthys argenteus Hutton, 1872Phosichthys argenteus
- Gênero Pollichthys
  - Pollichthys mauli (Poll, 1953)
- Gênero Polymetme

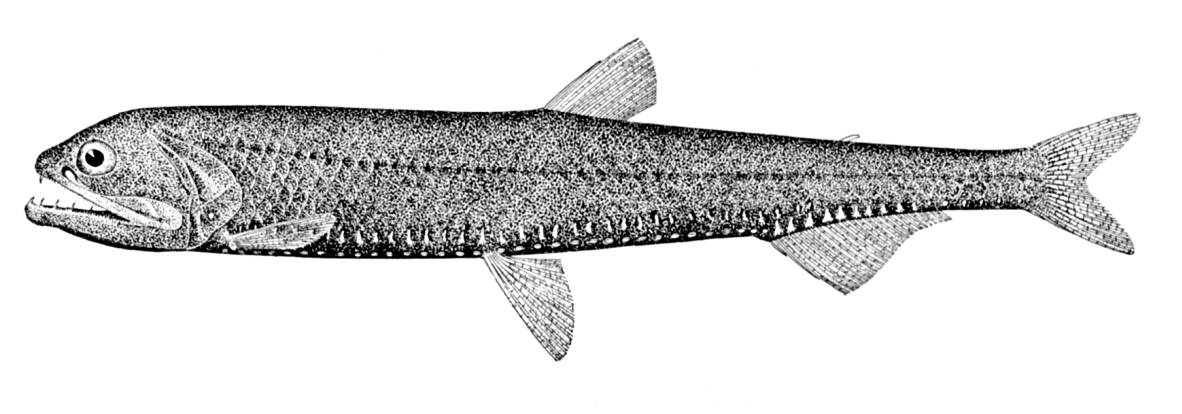
Phosichthys argenteus

  - Polymetme andriashevi Parin & Borodulina, 1990
  - Polymetme corythaeola (Alcock, 1898)
  - Polymetme elongata (Imai, 1941)
  - Polymetme illustris McCulloch, 1926
  - Polymetme surugaensis (Matsubara, 1943)
  - Polymetme thaeocoryla Parin & Borodulina, 1990
- Gênero Vinciguerria
  - Vinciguerria attenuata (Cocco, 1838)
  - Vinciguerria lucetia (Garman, 1899)
  - Vinciguerria mabahiss Johnson & Feltes, 1984
  - Vinciguerria nimbaria (Jordan & Williams, 1895)
  - Vinciguerria poweriae (Cocco, 1838)
- Gênero Woodsia
  - Woodsia meyerwaardeni Krefft, 1973
  - Woodsia nonsuchae (Beebe, 1932)
- Gênero Yarrella
  - Yarrella argenteola (Garman, 1899)
  - Yarrella blackfordi Goode & Bean, 1896